# Jeanne a Franței, Ducesă de Berry
Ioana a Franței (franceză Jeanne de France, Jeanne de Valois; 23 aprilie 1464 – 4 februarie 1505) a fost pentru scurt timp regină a Franței ca soție a regelui Ludovic al XII-lea al Franței.
A fost canonizată ca sfântă la 28 mai 1950 și este cunoscută de Biserica Romano-Catolică ca Sfânta Jeanne de Valois.

## Biografie
Născută la Nogent-le-Roi la 23 aprilie 1464, ea a fost a doua fiică a regelui Ludovic al XI-lea al Franței și a celei de-a doua soții a acestuia, Charlotte de Savoia. Frații ei au fost: regele Carol al VIII-lea al Franței și Anne a Franței.
La 8 septembrie 1476, la vârsta de 12 ani, Ioana s-a căsătorit din motive politice cu vărul de-al doilea al tatălui ei, Ludovic, Duce de Orléans (mai târziu regele Ludovic al XII-lea). Când Ludovic a urcat pe tron, după moartea fratelui Ioanei, în aprilie 1498, el a anulat căsătoria pentru a se căsători cu fosta văduvă a regelui, Anne de Bretania sperând că va anexa Coroanei Franței Ducatul de Bretania. 
1. ↑  Kindred Britain